# Kyle Hawley
Thomas Smith (sinh ngày 29 tháng 4 năm 1995) là một cầu thủ bóng đá người Anh thi đấu ở vị trí tiền đạo cho EFL League Two side Morecambe.

## Sự nghiệp thi đấu
Hawley tốt nghiệp thông qua Học viện Morecambe để ra mắt đội một vào ngày 1 tháng 4 năm 2017, vào sân từ phút 86 thay cho Aaron McGowan trong thất bại 3–1 trước Cheltenham Town.

## Thống kê sự nghiệp
Tính đến trận đấu diễn ra ngày 1 tháng 1 năm 2018
| Câu lạc bộ          | Mùa giải            | Giải vô địch        | Giải vô địch | Giải vô địch | Cúp FA | Cúp FA | Cúp Liên đoàn | Cúp Liên đoàn | Khác | Khác | Tổng | Tổng |
| Câu lạc bộ          | Mùa giải            | Hạng đấu            | Trận         | Bàn          | Trận   | Bàn    | Trận          | Bàn           | Trận | Bàn  | Trận | Bàn  |
| ------------------- | ------------------- | ------------------- | ------------ | ------------ | ------ | ------ | ------------- | ------------- | ---- | ---- | ---- | ---- |
| Morecambe           | 2016–17             | League Two          | 1            | 0            | 0      | 0      | 0             | 0             | 0    | 0    | 1    | 0    |
| Morecambe           | 2017–18             | League Two          | 0            | 0            | 0      | 0      | 0             | 0             | 0    | 0    | 0    | 0    |
| Tổng cộng sự nghiệp | Tổng cộng sự nghiệp | Tổng cộng sự nghiệp | 1            | 0            | 0      | 0      | 0             | 0             | 0    | 0    | 1    | 0    |